# Manuel Fischer
Manuel Fischer (Aalen 6 de enero de 1989 es un futbolista alemán que juega actualmente para el Tennis Borussia Berlin  de Alemania.

## Carrera
Fischer comenzó su carrera con el VfB Stuttgart II. Él apareció jugando para el equipo reserva que participaba en la Regionalliga Süd. Hizo su debut profesional el 12 de diciembre de 2007 contra el FC Barcelona en la UEFA Champions League, Fischer estableció un récord para el mayor número de goles marcados en una temporada internacional sub-17 en 2005 a 2006 con un total de 13.
El 4 de julio de 2008, extendió su contrato hasta el verano del 2011. 
El 6 de enero de 2009, Fischer fue cedido al TuS Koblenz hasta el final de la temporada.En julio de 2010, fue cedido al SV Wacker Burghausen hasta el final de la temporada, pero el préstamo se terminó debido a una lesión en la rodilla después de transcurrir seis meses.
Después de su rehabilitación médica Fischer estuvo a préstamo en el segundo equipo de la 1. FC Heidenheim 1846 hasta el verano de 2011. Dejó el VfB Stuttgart en 2011 para fichar por el Bayern Munich II, donde solo jugó un año antes de fichar por el SpVgg Unterhaching. A mitad de temporada fichó para jugar en la Regional Südwest para el SG Sonnenhof Großaspach, ayudándoles a lograr el ascenso a 3. Liga en 2014.
En enero de 2015, se trasladó para jugar en la 3. Liga para el Stuttgarter Kickers, firmando un contrato hasta 2016.

## Clubes
| Club                     | País     | Año       |
| ------------------------ | -------- | --------- |
| VfB Stuttgart II         | Alemania | 2006-2008 |
| VfB Stuttgart            | Alemania | 2008      |
| TuS Koblenz              | Alemania | 2009      |
| VfB Stuttgart II         | Alemania | 2009-2010 |
| SV Wacker Burghausen     | Alemania | 2010      |
| 1. FC Heidenheim 1846 II | Alemania | 2011      |
| FC Bayern Múnich II      | Alemania | 2011-2012 |
| SpVgg Unterhaching       | Alemania | 2012      |
| SG Sonnenhof Großaspach  | Alemania | 2012-2014 |
| Stuttgarter Kickers      | Alemania | 2014-2016 |
| FC Homburgo              | Alemania | 2016-2017 |
| Tennis Borussia Berlin   | Alemania | 2017-     |